# Carigradska patrijaršija
Ekumenska carigradska patrijaršija (grčki: Οικουμενικό Πατριαρχείο Κωνσταντινουπόλεως, latinično: Oikumenikó Patriarheío Kōnstantinoupóleōs, turski: Rum Ortodoks Patrikhanesi, neslužbeno poznat i kao Fener Rum Patrikhanesi, srpski: Васељенска патријаршија) jedna je od autokefalnih pravoslavnih crkava, a zauzima prvo mjesto u hijerarhiji pravoslavnih crkava.
Bizantion je u početku bio episkopija potčinjena mitropolitu Herakleje u Trakiji, ali čim je taj grad, zahvaljujući caru Konstantinu (306. – 331.), postao prijestolnica carstva, drugi Rim, stekao je veliku crkvenu i političku važnost.
Jurisdikciju Carigradske patrijarhije odredili su ekumenski sabori: carigradski (381.), trećim kanonom, daje mu prvenstvo časti, poslije Rima; kalcedonski (451.), dvadeset osmim kanonom, dodaje mu eparhije Trakije, Male Azije i Ponta. U 11. stoljeću pod njegovom jurisdikcijom nalaze se ne samo bizantski Grci, nego i kršćani Sjeverne Afrike, Južne Italije i Sicilije, Male Azije, Balkanskog poluotoka, Rusije i rumunjskih zemalja.
U to vrijeme Carigradska patrijarhija imala je 600 episkopskih tronova. Latinski križari osvajaju Carigrad 1204. godine; poslije toga patrijarh premješta svoje sjedište u Niceju, gdje je ostao u prognanstvu sve do 1272. godine. Zatim Carigrad pada pod Turke 1453. godine. Taj događaj utjecao je na to da se znatno smanji crkvena važnost Carigradskog patrijarhata. Isto tako, formiranjem mjesnih autokefalnih Crkava krajem 19. stoljeća njegova se jurisdikcija sužava. Godine 1928. četrdeset i devet episkopija bilo je predato Grčkoj Crkvi. Pod sadašnju njegovu jurisdikciju ulaze Grci vjernici u Carigradu, eparhije u Turskoj, nekoliko eparhija Dodekaneza, kao i Sveta Gora (Atos).

## Uloga Carigradskog patrijarha
Kao prvi po časti među pravoslavnim episkopima (primus inter pares), carigradski patrijarh predsjeda osobno ili putem izaslanika svakim saborom pravoslavnih crkvenih poglavara, te ima ulogu glasnogovornika pravoslavlja, posebice u ekumenskim susretima s drugim kršćanskim crkvama. On ipak nema izravne jurisdikcije nad drugim patrijarsima ili autokefalnim pravoslavnim crkvama. Njegovo je pravo sazivati izvanredne sinode na kojima će sudjelovati poglavari ostalih pravoslavnih crkava ili njihovi izaslanici, gdje se raspravlja o iskrslim probelmima. Usto, od 1960-ih saziva i dobro posjećene svepravoslavne sinode.
Osim što je duhovni vođa oko 300 milijuna pravoslavnih kršćana u cijelom svijetu, on je i izravni poglavar pravoslavnih episkopija u Sjevernoj i Južnoj Americi, Zapadnoj Europi, Australiji i Novom Zelandu, Hong Kongu, Jugoistočnoj Aziji, Koreji i dijelovima današnje Grčke.
Trenutačno je na čelu Carigradske patrijaršije patrijarh Bartolomej I., 271. po redu nasljednik patrijaršijskog trona Ekumenske carigradske patrijaršije.

## Jedinstveni položaj u pravoslavlju
Kao prvi među jednakima, Carigradska patrijarhija i njen patrijarh imaju osobiti položaj u pravoslavlju.
Kanonski propisi pravoslavne Crkve carigradskom patrijarhu daju pravo da bude prizivna instanca u nesporazumima i sukobima među episkopima. Ipak, sve autokefalne crkve ne priznaju ovo njegovo pravo izvan granica Carigradske patrijarhije. Osobito je o tome otvorena rasprava između Ruske pravoslavne Crkve i Carigrada. Kroz povijest carigradski je patrijarh vršio takvu službu, primjerice već u doba sv. Ivana Zlatoustog (5. stoljeće). I u suvremeno je doba bilo takvih slučajeva. Carigradski patrijarh pozvan je 2006. u pomoć prilikom proglašenja arhiepiskopa Ciparske pravoslavne Crkve nesposobnim za vršenje službe zbog Alzheimerove bolesti. Prije toga, 2005. sazvao je svepravoslavni sinod na kojem su poglavari pravoslavnih crkava potvrdili svrgavanje jeruzalemskog patrijarha. S druge strane, na carigradskog se patrijarha 2006. pozvao jedan ruski pravoslavni episkop u Ujedinjenom Kraljevstvu, koji je bio u sukobu s ruskim patrijarhom, no moskovski je patrijarh odbio svako miješanje carigradskog u nutarnje poslove Ruske pravoslavne Crkve.
Uloga simbola koji sjedinjuje sve pravoslavne crkve često dovodi do toga da se carigradskog patrijarha naziva i duhovnim vođom pravoslavlja, premda to nije njegov službeni naziv. Usto, njegovu se ulogu u pravoslavlju ne može usporediti s ulogom kakvu na Zapadu ima rimski papa.

## Povijest
Carigradska patrijarhija doživjela je kroz povijest razvoj koji je često ovisio o političkim prilikama i odnosima snaga.

### Rano razdoblje
Carigradska patrijarhija ima neprekinutu povijest od vremena kad je Konstantin I. Veliki 330. utemeljio grad. Budući da je Carigrad utemeljen kao "Novi Rim", porastao je i ugled episkopa Bizanta koji je prethodno bio podređen mitropolitu iz Herakleje. Usto, bila je raširena i predaja da je ovu eparhiju osnovao sveti Andrija apostol i Petrov brat. Stoga je ubrzo nakon osnivanja grada ova eparhija postala arhiepiskopija.
Rimski pape dugo su se opirali takvom porastu ugleda carigradskog episkopa, želeći zaštititi položaj što su ga u Istočnoj crkvi dotad imali episkopi Aleksandrije i Antiohije. Ipak, 381. Prvi carigradski sabor potvrdio je da "carigradski biskup treba imati prvenstvo časti neposredno nakon rimskog biskupa, jer Carigrad je Novi Rim" (3. kanon). Papa Damaz I. i kasnije Grgur I. odbili su potvrditi ovaj kanon. Unatoč tome, važnost Carigradske patrijarhije bivala je sve veća, zahvaljujući i podršci koju mu je davao bizantski car. Na kraju su i pape priznali ovu ulogu Carigrada.
Na Kalcedonskom saboru carigradska arhiepiskopija podignuta je na čast patrijarhata s crkvenom jurisdikcijom nad Malom Azijom, Trakijom te takozvanim barbarskim područjima, tj. neobraćenim zemljama izvan teritorija patrijarhata Zapada (tj. Rimske crkve), Aleksandrijskog, Antiohijskog i Jeruzalemskog patrijarhata. Usto, Carigradska patrijarhija postaje prizivna instanca u nesporazumima među crkvama, premda se zadržava prvenstvo rimskog pape (28. kanon). Papa Lav I. odbio je prihvatiti ovaj kanon, tvrdeći da nije pravovaljan, jer je donijet u odsutnosti njegovih izaslanika. U 6. stoljeću carigradski patrijarh nosi službeni naziv "arhiepiskop Carigrada, Novog Rima, i ekumenski patrijarh."

### Osmansko razdoblje i etnarhija
Kad su Turci osvojili Carigrad 1453., patrijarhat je privremeno prestao postojati, a službu patrijarha preuzima već 1454. bizantski monah i učenjak Grgur Skolar, poznat po suprotstavljanju utjecaju Zapada. On uzima ime Genadij II. te tako ispunjava nakanu muslimanskog osmanskog vladara, sultana Mehmeda II., koji je želio vladati kao izravni nasljednik istočnih rimskih careva, te je preuzeo i naslov Kayser-i-Rûm (car Rimljana).
U tom je smislu patrijarh priznat kao etnarh "Rimljana", to jest svih pravoslavaca pod turskom vlašću, bez obzira na nacionalnu pripadnost. Ovu je službu ipak uvijek vršio Grk. Nekoliko je patrijarha u ovom razdoblju pogubljeno, a najpoznatiji je od njih patrijarh Grgur V., koji je pogubljen na Usrksni ponedjeljak 1821. u znak odmazde za posljednji i jedini uspješan ustanak Grka protiv osmanske vlasti.
U 19. stoljeću buđenje nacionalne svijesti među balkanskim pravoslavcima dovelo je do ustanovljenja više autokefalnih narodnih crkava s vlastitim patrijarsima ili arhiepiskopima, što je carigradskom patrijarhu znatno suzilo izravnu jurisdikciju.

## Vjerska sloboda u današnjoj Turskoj
Suvremena turska država još uvijek nalaže da carigradski patrijarh bude turski državljanin, premda je velika većina Grka pravoslavaca deportirana iz Turske u doba Istanbulskog pogroma. Ipak, država ostavlja slobodu Sinodu i metropolitima da sami izaberu patrijarha. Stoga su od osnutka suvremene Turske patrijarsi uvijek bili Grci koji su od rođenja morali biti i građani Turske.
Aktivisti za ljudska prava, vlade zemalja Europske unije, kao i administracija SAD-a, više su puta prosvjedovali protiv uvjeta koje pred carigradskog patrijarha postavlja turska vlada. Primjerice, ekumenski status što mu ga priznaje čitavo pravoslavlje, koji su mu priznavale i osmanske vlade, unutar Republike Turske više je puta zanijekan. Prema zakonu o vjerskim manjinama Turska priznaje carigradskog patrijarha kao "patrijarha Fanara" (Fanar je dio Istanbula gdje je smješteno patrijarhovo sjedište). Oduzimanje crkvenog vlasništva i zatvaranje Pravoslavne bogoslovije na Halkiju također je zaokupilo pozornost aktivista za ljudska prava. Unatoč tome, patrijarh Bartolomej I. uspio je 2004., nakon osamdeset godina, proširiti Stalni Sinod mitropolita, tako da sada može uključiti do šest episkopa s područja izvan Turske. Usto, dvaput godišnje saziva u Carigradu susrete svih episkopa koji su pod njegovom jurisdikcijom.
Više je puta carigradski patrijarh bio i metom bombaških napada (1993., 1994., 1996., 1997., 1998. i 2004.), čemu valja još pribrojiti i oskvrnjivanje patrijarhalnog groblja te upućivanje osobnih uvreda.

## Vanjske poveznice
- Službena stranica (engl.) i (grč.)
- portal patrijarhata